# Музей однієї вулиці
Музей однієї вулиці — музей в Києві розташований на Андріївському узвозі і присвячений історії Андріївського узвозу.
Музей відкритий в 1991 році творчим об'єднанням «Майстер» і знаходився за адресою Андріївський узвіз, 22-Б. У грудні 1998 року музей переїхав у нове приміщення по Андріївському узвозу, 2-Б.
У двох залах постійної експозиції музею зібрані сотні справжніх предметів старовини — книги, картини, предмети меблів та одяг, фотографії та документи, які розповідають про історичні події, пов'язаних з Андріївським узвозом, і його відомих мешканців:
- письменників М. Булгакова та Г. Тютюнника;
- художників Г. Дядченка, І. Макушенка, Ф. Красицького;
- скульпторів Ф. Балавенського та І. Кавалерідзе;
- вчених-істориків, професора Київської Духовної Академії С. Голубєва, Ф. Тітова;
- священика О. Глаголева;
- київського лікара Ф. Яновського і багатьох інших.

Експозиція побудована таким чином, що дає можливість гостям музею здійснити самостійну (або в супроводі екскурсовода) подорож по Андріївському узвозу в часі й просторі — від апостола Андрія до наших днів і від Андріївської церкви до Контрактової площі. У виставковому залі музею регулярно проводяться історичні, документальні та художні виставки.